# Grizzlys du Hainaut
Maillots
Les Grizzlys du Hainaut est un club de floorball français fondé en 2007 par Geoffrey et Nicolas MUNOZ. Après avoir terminé champion de France Division 2 pour la saison 2008/2009, puis évolué en Division 1 pour la saison 2009/2010, le club est actuellement en Championnat de France Division 3. Le club est basé à Quiévrechain, à la salle de la Corderie.
Septembre 2014 marque l'ouverture de la section jeune des Grizzlys du Hainaut, les « mini-grizzlys ».

## Effectif adultes 2019-2020
| No | Nom                    | Poste     | Nationalité | Responsabilité              |
| -- | ---------------------- | --------- | ----------- | --------------------------- |
| 8  | Christopher Rossignol  | Gardien   | Belgique    |                             |
| 78 | Maxime Mainguet        | Gardien   | France      |                             |
|    | Arthur Carrez          | Gardien   | France      |                             |
| 25 | Aurélien Talfer        | Défenseur | France      | Secrétaire/ Capitaine       |
| 18 | Nicolas Muñoz          | Défenseur | France      |                             |
| 7  | Nicolas Raingo         | Défenseur | France      | Trésorier                   |
| 9  | Maria De Prado Moncusi | Défenseur | Espagne     |                             |
| 27 | Lubin De Noyette       | Défenseur | France      |                             |
|    | Axel Graj              | Défenseur | France      |                             |
|    | Guillaume Vanthournout | Défenseur | France      |                             |
| 13 | Nicolas Hubert         | Centre    | France      |                             |
|    | Romain Saige           | Centre    | France      |                             |
|    | Maximilien Skrodzki    | Centre    | France      |                             |
|    | Damien Baert           | Centre    | France      | Entraineur adultes          |
| 39 | Yoan Deflandre         | Ailier    | Belgique    |                             |
| 21 | Geoffrey Reboute       | Ailier    | France      |                             |
| 12 | Corentin De Noyette    | Ailier    | France      | Vice président              |
|    | Alexandre Koryciak     | Ailier    | France      | Président Entraineur jeunes |
|    | Andy Delay             | Ailier    | France      |                             |
| 26 | Florian Glineur        | Ailier    | Belgique    |                             |
|    | Carlos Soliman         | Ailier    | France      |                             |
|    | Jérôme Canipel         | Ailier    | France      |                             |

## Palmarès
- Championnat de France Division 2 :
  - Champion (1) - 2009
  - 3ème - 2015

- Trophée du Meilleur Gardien du Championnat de France de D2 2008-2009 : 
  - Geoffrey Muñoz  France

- Trophée du Meilleur Buteur du Championnat de France de D2 2008-2009 : 
  - Guillaume Mirabel  France

## Open de Quiévrechain
L'Open de Quiévrechain de Floorball est une compétition annuelle se déroulant généralement en Septembre. Il est organisé depuis 2016 par les Grizzlys du Hainaut à la Salle de la Corderie et est composé d'un tournoi féminin adulte le samedi, et d'un tournoi U16 mixte le dimanche. Ces 2 tournois réunissent des équipes belges et françaises pour des matches grand terrain. Ce qui fait du tournoi féminin le seul tournoi de ce genre organisé en France.    
Les trophées, représentant l'animal fanion du club, doivent être gagnés 3 fois consécutivement pour être définitivement conservés ps le club vainqueur.    
| Année | 1er           | 2ème                  | 3ème        |
| ----- | ------------- | --------------------- | ----------- |
| 2016  | Strijtem (BE) | Licornes (entente FR) | Amiens (FR) |
| 2017  | Strijtem (BE) | Amiens (FR)           | Hannut (BE) |
| 2018  | Strijtem (BE) | Amiens (FR)           | Rouen (FR)  |
| 2019  | Strijtem (BE) | Bruxelles (BE)        | Tielt (BE)  |

| Année | 1er           | 2ème           | 3ème           |
| ----- | ------------- | -------------- | -------------- |
| 2016  | La Hulpe (BE) | Brunoy (FR)    | Wasquehal (FR) |
| 2017  | Amiens (FR)   | La Hulpe (FR)  | Tourcoing (FR) |
| 2018  | La Hulpe (BE) | Amiens (FR)    | Tourcoing (FR) |
| 2019  | La Hulpe (BE) | Wasquehal (FR) | Tourcoing (FR) |

## Coupe du Nord
La Coupe du Nord de Floorball est une compétition annuelle entre trois clubs de floorball du Nord de la France et un club belge. L'édition 2009-2010 a été remportée par le Nordiques Floorball Club.    
Les équipes participant à la Coupe du Nord se rencontrent en matchs aller-retour de 3x20 minutes. Deux points sont attribués pour une victoire et un point pour un match nul. Les équipes présentant un même nombre de points sont classées selon les critères suivants, dans l’ordre de prise en compte : différence de but générale, nombre de buts marqués, différence de buts particulière, nombre de buts marqués en confrontations directes, nombre de pénalités de prison, tirage au sort.
À l'issue de ce mini championnat aller/retour, l'équipe terminant à la première place est désignée Vainqueur de la Coupe du Nord de Floorball.
Voici les 4 équipes engagées dans cette compétition pour la saison 2009-2010:
- Les Hoplites d'Ambiani
- Les Renards de la Hulpe
- Les Grizzlys du Hainaut
- Le Nordiques Floorball Club de Tourcoing

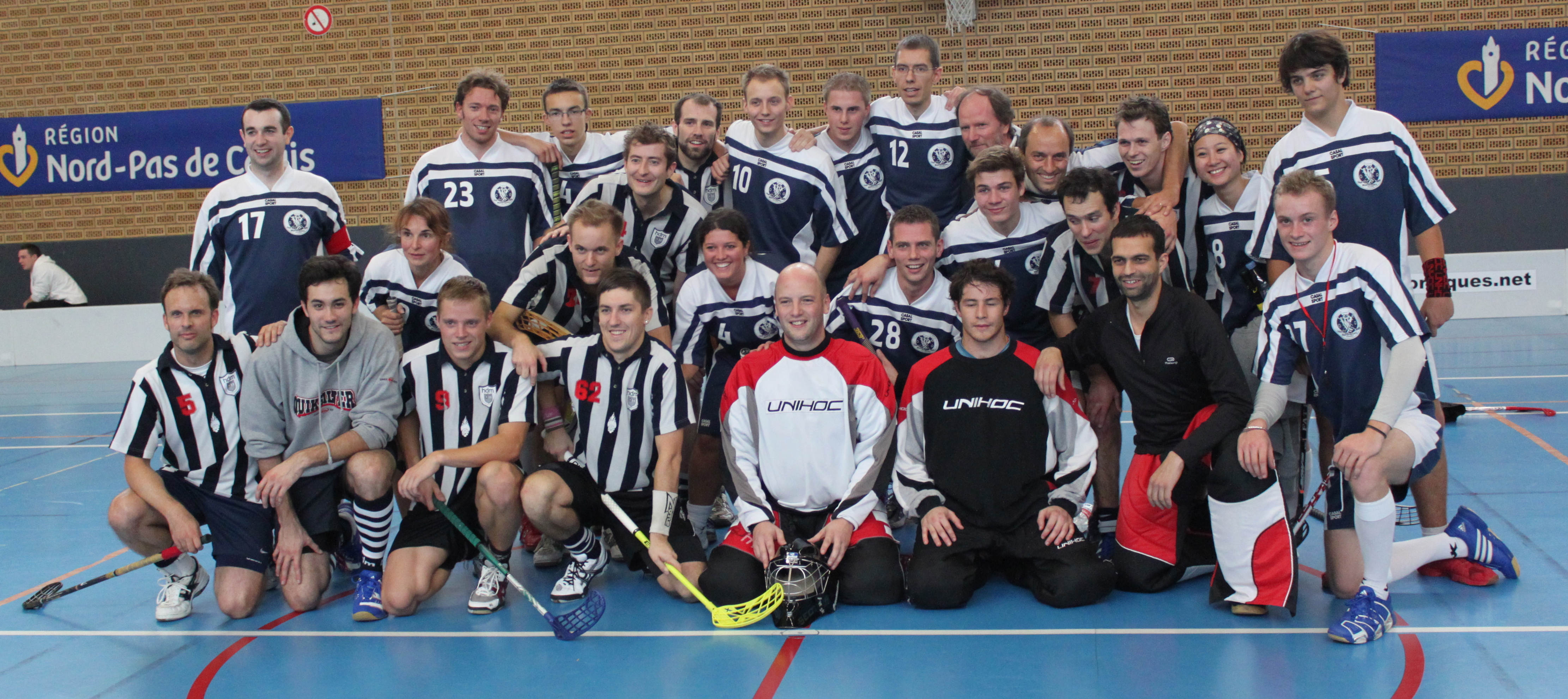
Photo d'équipe des Nordiques et HDM au Tournoi international de floorball de Tourcoing 2010

Il n'y a pas eu de coupe du Nord depuis 2012.